# 송 원
《송 원》(영어: Song One)은 2014년 공개된 미국의 영화이다.

## 출연

### 주연
- 앤 해서웨이
- 자니 플린
- 메리 스틴버겐
- 벤 로젠필드

### 조연
- 알 톰슨
- 숀 파슨스
- 기드온 글릭
- 리 준 리
- 카트리나 E. 퍼킨스
- 크리스탈 론버그
- 스테파노 빌라보나
- 스티브 앤토누치
- 로데릭 힐
- 제스민 켈리

## 기타
- 공동제작: 로코 카루소
- 라인프로듀서: 캐스린 딘
- 협력프로듀서: 아만다 보어즈 Amanda Bowers
- 협력프로듀서: 토마스 플로이랜드 Thomas Froyland
- 조감독: 조쉬 뉴포트
- 미술: 제이드 힐리
- 세트: 브랜든 토너-코놀리 Brandon Tonner-Conn
- 분장: 비욘 리베인
- 헤어: 바비 딜 Bobby Diehl
- 의상: 엠마 포터
- 배역: 티파니 리틀 캔필드
- 배역: 버나드 텔시
- 프로덕션매니저: 라이언 맥코믹